# Heisterberg (Namborn)
Heisterberg ist ein Ortsteil der Gemeinde Namborn, Landkreis St. Wendel, Saarland bzw. des Gemeindebezirkes Namborn/Heisterberg. Im Volksmund führt der Ort seit alters her den Zweitnamen „die Mauer“.

## Geographie
Der Ort liegt im nordöstlichen Teil des Saarlandes im waldreichen Hügelland des Naturparks Saar-Hunsrück. Teile des Ortes gehören seit 1976 zum Landschaftsschutzgebiet des Kreises St. Wendel. Von den 146 Hektar Gemarkungsfläche sind rund 80 Hektar (54,80 %) bewaldet. Die Entfernung zur Kreisstadt St. Wendel beträgt rund 10 km; zum Bostalsee in Nohfelden rund 8 km.
Die Bachläufe Mehbach, Gronenbach, Hortelbach, Wallesbach, Glahrenfloß und Muhlenbach bilden Gemarkungsgrenzen zu vier Nachbarorten.

## Geschichte
Der Ortsname „Heisterberg“ wird aus der mittelhochdeutschen Bezeichnung „Heister“ für „junge Buche“ abgeleitet. Der Zweitname „die Mauer“ wird in der Literatur mit dem Vorhandensein von römischen Siedlungsresten begründet. An Heisterberg vorbei führte eine Römerstraße vom Waruswald (Tholey) nach Bingen/Mainz. Die erste urkundliche Namenserwähnung „Heysterberg“ datiert aus dem Jahre 1360. Mit einem Dokument vom 7. Juli 1360 wird dem Hesso von Esch (auf der Liebenburg) der Zehnte von Heisterberg durch den Trierer Erzbischof und Kurfürsten Boemund II. übertragen.
Der Ort gehörte von ca. 1328 bis 1794 zum Amt St. Wendel bzw. zeitweise zum Amt Liebenberg im Kurfürstentum Tier; von 1798 bis 1814 zur Mairie Walhausen (Saardepartement), vom Wiener Kongress (1814/1815) bis 1834 zum Fürstentum Lichtenberg (Herzogtum Sachsen-Coburg), von 1834 bis 1920 zum Königreich Preußen in der Rheinprovinz, von 1920 bis 1935 zum Saargebiet (unter Verwaltung des Völkerbundes) und ab 1. März 1935 zum Saarland (zwölfmaliger Wechsel der Verwaltungszugehörigkeit). Die geographische Lage des Ortes bildete über Jahrhunderte (teilweise bis 1946) jeweils die Landesgrenze.
Am 1. Januar 1974 wurde Heisterberg in die Gemeinde Namborn eingegliedert.
Verwaltungszugehörigkeit nach 1794:

- 1798 bis 1814 – Mairie Walhausen
- 1814 bis 10. Januar 1817 – Bürgermeisterei Walhausen
- 11. Januar 1817 bis 30. September 1823 – Bürgermeisterei Namborn
- 1. Oktober 1823 bis 31. Dezember 1835 – Bürgermeisterei Bliesen
- 1. Januar 1836 bis 22. März 1920 – Bürgermeisterei Oberkirchen
- 23. März 1920 bis 6. Mai 1921 – Bürgermeisterei Oberkirchen-Süd
- 7. Mai 1921 bis 31. Juli 1935 – Bürgermeisterei Namborn
- 1. August 1935 bis 25. Februar 1947 – Amt Namborn
- 26. Februar 1947 bis 31. August 1951 – Verwaltungsbezirk Namborn
- 1. September 1951 bis 30. Juni 1952 – Amt Namborn
- 1. Juli 1952 bis 31. Dezember 1973 – Amt Oberkirchen-Namborn
- 1. Januar 1974 bis heute – Gemeinde Namborn

### Pfarrzugehörigkeit
Ein Dokument vom 7. Juli 1379 beweist die Zugehörigkeit des Ortes Heisterberg in der Pfarrei Wolfersweiler im Bistum Trier und der Pfarrei St. Wendel im Bistum Metz. Im Zuge der Neuordnung der Bistümer im Jahre 1461/1464, wobei die Pfarrei St. Wendel nunmehr vom Bistum Metz zum Bistum Trier wechselte, muss auch der Ort Heisterberg zur Pfarrei St. Wendel gekommen sein. Das Dokument vom 3. Mai 1492 beweist jedenfalls die Zugehörigkeit zur neuen Pfarrei St. Wendel. Unter Erzbischof Clemens Wenzeslaus (1768–1802) wird mit Anordnung vom 4. Mai 1792 im Amt St. Wendel die Errichtung einer zweiten Pfarrei angeordnet, da die Bewohner von 15 Ortschaften teilweise Wegestrecken von mehr als Fünf Viertel Stunden zurücklegen müssen. Neun Orte, darunter auch Heisterberg, bilden nunmehr die neue Pfarrei Furschweiler. Nachdem seit 1801/1803 im Nachbarort Namborn ebenfalls eine Pfarrei vorhanden ist, ersucht Heisterberg um Umpfarrung zur Pfarrei Namborn. Mit Bescheid des Bischofs von Hommer (Trier) vom 9. Oktober 1835 wird Heisterberg schließlich zur Pfarrei Namborn umgepfarrt, der es bis heute noch angehört.

## Politik

### Gemeindebezirk
Mit der Gebiets- und Verwaltungsreform ist am 1. Januar 1974 die ehemalige selbständige Gemeinde Heisterberg im Amt Oberkirchen-Namborn auf die neue Gemeinde Namborn übergegangen.
Der Ortsteil Heisterberg (ca. 100 Einwohner) bildet mit dem Ortsteil Namborn (ca. 1850 Einwohner) den Gemeindebezirk Namborn/Heisterberg, da Heisterberg nicht über die gesetzlich geforderte Mindestzahl von 200 Einwohnern zur Bildung eines eigenen Gemeindebezirkes verfügt.

Der Ortsrat Namborn/Heisterberg mit neun Sitzen setzt sich nach der Kommunalwahl vom 9. Juni 2024 bei einer Wahlbeteiligung von 73,92 % wie folgt zusammen:
- CDU: 44,48 % = 5 Sitze
- SPD: 15,25 % = 1 Sitz
- Die Linke: 6,94 % = 0 Sitze
- Freie Liste Namborn: 33,33 % = 3 Sitze

### Ortsvorsteher
- 1974 bis 1984: Josef Naumann, CDU
- 1984 bis 1994: Karl Massing, CDU
- 1994 bis 2019: Hugo Frei, CDU
- 2019 bis 2024: John Gräßer, FLN
- 2024 bis ........: Birgit Litz, CDU

### Ortswappen
Der Gemeindebezirk Namborn/Heisterberg verfügt seit 1990 über ein Ortswappen.
Die Blasonierung lautet: „Durch eine eingebogene Spitze gespalten: Oben rechts in Silber ein gestümmelter roter Adler, oben links in Silber ein durchgehendes rotes Kreutz, unten in Grün ein silberner Wellenbalken, überhöht von einem silbernen Buchenblatt“.

## Wirtschaft und Infrastruktur

### Einwohnerzahlen
- 1787 = 35 Einwohner – Amt St. Wendel (Kurfürstentum Trier)[6]
- 1819 = 45 Einwohner – Bürgermeisterei Namborn (Fürstentum Lichtenberg/Herzogtum Sachsen-Coburg) – 5 Häuser[7]
- 1843 = 61 Einwohner – Bürgermeisterei Oberkirchen (Rheinprovinz/Königreich Preußen) – 8 Wohnhäuser[8]
- 17. Mai 1939 = 52 Einwohner – Amt Namborn (Saarland) – Volkszählung 1939[9]
- 14. November 1951 = 65 Einwohner – Amt Namborn – Volkszählung 1951
- 6. Juni 1961 = 78 Einwohner – Amt Oberkirchen-Namborn – Volkszählung 1961 - 14 Wohngebäude[10]
- 27. Mai 1970 = 86 Einwohner – Amt Oberkirchen-Namborn – Volkszählung 1970
- 31. Dezember 1973 = 98 Einwohner – Amt Oberkirchen-Namborn – Gebiets- und Verwaltungsreform zum 1. Januar 1974[11]
- 25. Mai 1987 = 88 Einwohner – Gemeinde Namborn – Volkszählung 1987[12]

### Verkehr
Der Ort Heisterberg wird von der Nahetalbahn (Saarbrücken – Bingen am Rhein) durchschnitten. Haltestellen befinden sich jedoch nur in den Nachbarorten Namborn und Walhausen. Auch für die Busverbindung muss der Nachbarort Namborn (2 km) aufgesucht werden.

DSL 20.000-Versorgung mittels Richtfunk und Einspeisung ins Telefonnetz der Deutschen Telekom sind vorhanden.

## Kultur und Sehenswürdigkeiten
- Im Ort befindet sich das 2002 neu errichtete Feuerwehrhaus mit Dorfgemeinschaftsraum, das den Mittelpunkt des dörflichen Lebens darstellt.
- 28 von 37 gefundene Grenzsteine in 10 cm bis 100 cm Höhe mit der Aufschrift „D“ (für Deutschland) und „S“ (für Saargebiet) erinnern an die 1920 bestätigte Grenze unseres Ortes (im Saargebiet) zum Fürstentum Birkenfeld (Herzogtum Oldenburg) bzw. ehemaligem Herzogtum Pfalz-Zweibrücken zu den Nachbarorten Steinberg-Deckenhardt, Mosberg-Richweiler und Hirstein.
- Aussichtspunkt am Schindacker Wald ins St. Wendeler Land.

## Persönlichkeiten
- Wendel Gillen (* 17. Februar 1870, † 6. September 1939) – Pfarrer der St. Joseph-Pfarrei Freeburg, Illinois (USA)